# Huskvarna stadsmuseum
Huskvarna stadsmuseum är ett svenskt lokalhistoriskt museum. Det är inrymt i Kruthuset i Huskvarna, vilket byggdes 1771 för Husqvarna Krutbruk, och invigdes den 11 september 1949. 
År 1965 tvingades man flytta huset från den närbelägna Vätterstranden, där den nya motorvägen E4 drogs fram. Det gällde bara en sträcka runt 15 meter och under dagen den 27 oktober, efter sju veckors förberedelser, rullades den 650 ton tunga byggnaden med sina 90 000 tegelstenar till sin nya plats.
Museet visar bland annat föremål som tagits upp från Vätterns botten i Sannabukten. Södra Vätterns äldsta bevarade båt, en ekstock, finns också här. 
I samband med flyttningen försågs Kruthuset med en källarvåning, som bland annat används för visning av bildspel, där man kan ta del av den kulturhistoriska utvecklingen i södra Vätterbygden och följa utgrävningarna av medeltidsfästet Rumlaborg.  
Huskvarna stadsmuseum drivs av Huskvarna hembygdsförening, som också visar Smedbyn och det närbelägna Husqvarna fabriksmuseum, som beskriver vapenfabrikens utveckling från 1600-talet och framåt.